# Praentomobrya avita
Genre
Espèce
Praentomobrya avita, unique représentant du genre Praentomobrya, est une espèce fossile de collemboles de la famille des Praentomobryidae.

## Distribution
Cette espèce a été découverte dans de l'ambre de Birmanie. Elle date du Crétacé.

## Publication originale
- Christiansen & Nascimbene, 2006 : Collembola (Arthropoda, Hexapoda) from the mid Cretaceous of Myanmar (Burma). Cretaceous Research, vol. 27, p. 318-363 (en).